# 2. česká hokejová liga 2004/2005
2. česká hokejová liga v sezóně 2004/2005 byla 12. ročníkem samostatné třetí nejvyšší české soutěže v ledním hokeji.

## Fakta
- 12. ročník samostatné třetí nejvyšší české hokejové soutěže
- V baráži o 1. ligu uspěly týmy HC Vajgar Jindřichův Hradec a HK Jestřábi Prostějov a postoupili tak do 1. ligy.
- Do krajských přeborů sestoupily týmy HC Slaný a HC Příbram, zatímco HC Valašské Meziříčí se udrželo. Nově postupující do 2. ligy: HC Řisuty a HC Vrchlabí.
- Prodeje licencí na 2. ligu: HC Slezan Opava do HC Slaný.

### Systém soutěže
Soutěž byla rozdělena na tři skupiny, a to západní, střední a východní. Každé z těchto skupin se účastnilo 12 týmů. Základní část čítající 34 kol měla dvě fáze. V té první se týmy v rámci skupin utkaly každý s každým dvakrát (22 kol). Ve druhé fázi se sudé týmy ze skupiny utkaly se všemi lichými týmy dané skupiny dvoukolově. Druhá fáze měla tedy 12 kol.

#### Playoff
Do playoff postoupilo z každé skupiny 8 nejlepších týmů, přičemž skupiny západ a střed měly playoff společné. Skupina východ měla pouze playoff v rámci skupiny. Veškeré série playoff se hrály na 3 vítězná utkání.
Ve společném playoff skupin západ a střed nejprve přišlo na řadu osmifinále, kde čekal první tým skupiny západ osmý tým skupiny střed, první tým skupiny střed osmý tým skupiny západ, druhý tým skupiny západ sedmý tým skupiny střed, atd. Vítězové osmifinále postoupili do čtvrtfinále, z něhož vede cesta pro nejlepší 4 celky do semifinále. Dva vítězové semifinále postoupili do baráže o 1. ligu.
Playoff skupiny východ bylo podobné. Vítěz skupiny východ ve čtvrtfinále narazil na osmý tým skupiny východ, druhý na sedmý, atd. Vítězové čtvrtfinále postoupili do semifinále, ze kterého vedla cesta pro dva nejúspěšnější celky do finále. Vítěz finále postoupil do baráže o 1. ligu.

#### Skupiny udržení a baráže
Čtyři nejhorší celky každé skupiny hrály dvoukolově o udržení. Poslední celky skupin o udržení musely svoji druholigovou příslušnost hájit v baráži, aby zabránily sestupu do krajských přeborů.

## Skupina západ
| Poř. | Tým                    | Zápasů | Výhry | Výhry v prodloužení | Remízy | Porážky v prodloužení | Porážky | Skóre   | Body |
| ---- | ---------------------- | ------ | ----- | ------------------- | ------ | --------------------- | ------- | ------- | ---- |
| 1.   | HC Jablonec nad Nisou  | 34     | 25    | 0                   | 2      | 0                     | 7       | 178:92  | 77   |
| 2.   | HC Benátky nad Jizerou | 34     | 22    | 0                   | 7      | 0                     | 5       | 128:72  | 73   |
| 3.   | HC Nymburk             | 34     | 21    | 2                   | 2      | 1                     | 8       | 125:64  | 70   |
| 4.   | HC Děčín               | 34     | 19    | 2                   | 4      | 1                     | 8       | 116:66  | 66   |
| 5.   | HC Klášterec nad Ohří  | 34     | 21    | 0                   | 1      | 2                     | 10      | 120:83  | 66   |
| 6.   | HC Most                | 34     | 15    | 2                   | 2      | 0                     | 15      | 116:99  | 51   |
| 7.   | HC Kobra Praha         | 34     | 13    | 1                   | 3      | 0                     | 17      | 109:116 | 44   |
| 8.   | HC Sokolov             | 34     | 10    | 0                   | 6      | 1                     | 17      | 102:128 | 37   |
| 9.   | HC Hvězda Praha        | 34     | 10    | 0                   | 0      | 1                     | 23      | 92:130  | 31   |
| 10.  | HC Louny               | 34     | 8     | 1                   | 2      | 2                     | 21      | 87:161  | 30   |
| 11.  | HC Teplice             | 34     | 9     | 0                   | 2      | 0                     | 23      | 84:150  | 29   |
| 12.  | HC Slaný               | 34     | 7     | 0                   | 1      | 0                     | 26      | 68:164  | 22   |

### Skupina o udržení
| Poř. | Tým             | Zápasů | Výhry | Výhry v prodloužení | Remízy | Porážky v prodloužení | Porážky | Skóre   | Body |
| ---- | --------------- | ------ | ----- | ------------------- | ------ | --------------------- | ------- | ------- | ---- |
| 9.   | HC Hvězda Praha | 40     | 13    | 0                   | 0      | 1                     | 26      | 108:153 | 40   |
| 10.  | HC Teplice      | 40     | 12    | 0                   | 2      | 0                     | 26      | 100:170 | 38   |
| 11.  | HC Louny        | 40     | 9     | 1                   | 2      | 2                     | 26      | 96:186  | 33   |
| 12.  | HC Slaný        | 40     | 8     | 0                   | 1      | 0                     | 31      | 81:190  | 25   |

## Skupina střed
| Poř. | Tým                          | Zápasů | Výhry | Výhry v prodloužení | Remízy | Porážky v prodloužení | Porážky | Skóre   | Body |
| ---- | ---------------------------- | ------ | ----- | ------------------- | ------ | --------------------- | ------- | ------- | ---- |
| 1.   | KLH Vajgar Jindřichův Hradec | 34     | 25    | 1                   | 3      | 0                     | 5       | 132:55  | 80   |
| 2.   | HC Rebel Havlíčkův Brod      | 34     | 19    | 4                   | 3      | 0                     | 8       | 130:70  | 68   |
| 3.   | HC Strakonice                | 34     | 20    | 0                   | 1      | 0                     | 13      | 115:89  | 61   |
| 4.   | HC Tábor                     | 34     | 16    | 1                   | 2      | 3                     | 12      | 121:112 | 55   |
| 5.   | HC ZVVZ Milevsko             | 34     | 16    | 1                   | 1      | 2                     | 14      | 117:103 | 53   |
| 6.   | HC Klatovy                   | 34     | 16    | 1                   | 1      | 2                     | 14      | 109:96  | 53   |
| 7.   | HC Pelhřimov                 | 34     | 16    | 0                   | 3      | 1                     | 14      | 99:104  | 52   |
| 8.   | HC Žďár nad Sázavou          | 34     | 15    | 1                   | 3      | 0                     | 15      | 108:94  | 50   |
| 9.   | HC Velká Bíteš               | 34     | 12    | 1                   | 2      | 3                     | 16      | 93:113  | 43   |
| 10.  | HC Chrudim                   | 34     | 9     | 4                   | 1      | 3                     | 17      | 93:120  | 39   |
| 11.  | HC Kolín                     | 34     | 10    | 2                   | 1      | 1                     | 20      | 96:136  | 36   |
| 12.  | HC Příbram                   | 34     | 3     | 0                   | 1      | 1                     | 29      | 71:192  | 11   |

### Skupina o udržení
| Poř. | Tým            | Zápasů | Výhry | Výhry v prodloužení | Remízy | Porážky v prodloužení | Porážky | Skóre   | Body |
| ---- | -------------- | ------ | ----- | ------------------- | ------ | --------------------- | ------- | ------- | ---- |
| 9.   | HC Velká Bíteš | 40     | 14    | 1                   | 2      | 4                     | 19      | 112:137 | 50   |
| 10.  | HC Chrudim     | 40     | 11    | 4                   | 1      | 3                     | 21      | 112:143 | 45   |
| 11.  | HC Kolín       | 40     | 12    | 2                   | 1      | 1                     | 24      | 111:159 | 42   |
| 12.  | HC Příbram     | 40     | 8     | 1                   | 1      | 1                     | 29      | 111:215 | 28   |

## Společné playoff skupin západ a střed

### Osmifinále
- HC Jablonec nad Nisou – HC Žďár nad Sázavou 3:0 (4:3, 2:1, 1:0)
- HC Benátky nad Jizerou – HC Pelhřimov 1:3 (3:4, 1:4, 3:2, 1:3)
- HC Nymburk – HC Klatovy 3:0 (5:2, 5:1, 4:1)
- HC Děčín – HC ZVVZ Milevsko 3:2 (0:1, 3:0, 2:1, 1:4, 3:2 SN)
- KLH Vajgar Jindřichův Hradec – HC Sokolov 3:0 (6:3, 4:0, 5:0 k)
- HC Rebel Havlíčkův Brod – HC Kobra Praha 3:0 (5:3, 4:3 P, 5:0)
- HC Strakonice – HC Most 3:2 (2:4, 4:1, 2:3, 3:0, 3:1)
- HC Tábor – HC Klášterec nad Ohří 2:3 (5:2, 2:3, 2:3, 6:3, 0:5)

### Čtvrtfinále
- HC Jablonec nad Nisou – HC Klášterec nad Ohří 3:0 (4:2, 2:1 SN, 7:1)
- HC Nymburk – HC Strakonice 2:3 (4:2, 1:2, 5:2, 2:3, 0:3)
- KLH Vajgar Jindřichův Hradec – HC Pelhřimov 3:1 (7:3, 5:4 P, 3:4 SN, 3:2)
- HC Rebel Havlíčkův Brod – HC Děčín 3:2 (2:0, 3:5, 4:1, 4:5, 3:2)

### Semifinále
- HC Jablonec nad Nisou – HC Rebel Havlíčkův Brod 1:3 (4:1, 3:4, 1:2 SN, 1:2)
- KLH Vajgar Jindřichův Hradec – HC Strakonice 3:2 (4:1, 7:1, 0:2, 2:5, 2:0)

Týmy Havlíčkova Brodu a Jindřichova Hradce postoupily do baráže o 1. ligu.

## Skupina východ
| Poř. | Tým                   | Zápasů | Výhry | Výhry v prodloužení | Remízy | Porážky v prodloužení | Porážky | Skóre   | Body |
| ---- | --------------------- | ------ | ----- | ------------------- | ------ | --------------------- | ------- | ------- | ---- |
| 1.   | HK Jestřábi Prostějov | 34     | 24    | 1                   | 2      | 1                     | 6       | 135:62  | 77   |
| 2.   | HC Blansko            | 34     | 19    | 1                   | 2      | 3                     | 9       | 113:71  | 64   |
| 3.   | HC Orlová             | 34     | 17    | 4                   | 0      | 0                     | 13      | 119:106 | 59   |
| 4.   | HC Technika Brno      | 34     | 16    | 4                   | 2      | 0                     | 12      | 103:83  | 58   |
| 5.   | HC Šternberk          | 34     | 15    | 1                   | 3      | 1                     | 14      | 96:116  | 51   |
| 6.   | HK Kroměříž           | 34     | 16    | 0                   | 1      | 1                     | 16      | 94:111  | 50   |
| 7.   | SHK Hodonín           | 34     | 14    | 0                   | 4      | 2                     | 14      | 92:103  | 48   |
| 8.   | HK Nový Jičín         | 34     | 12    | 1                   | 5      | 2                     | 14      | 95:104  | 45   |
| 9.   | HC Šumperk            | 34     | 13    | 0                   | 4      | 0                     | 17      | 91:106  | 43   |
| 10.  | HC Zubr Přerov        | 34     | 11    | 0                   | 5      | 1                     | 17      | 89:97   | 39   |
| 11.  | HC Uničov             | 34     | 10    | 0                   | 2      | 0                     | 22      | 95:127  | 32   |
| 12.  | HC Valašské Meziříčí  | 34     | 8     | 0                   | 4      | 1                     | 21      | 77:113  | 29   |

### Skupina o udržení
| Poř. | Tým                  | Zápasů | Výhry | Výhry v prodloužení | Remízy | Porážky v prodloužení | Porážky | Skóre   | Body |
| ---- | -------------------- | ------ | ----- | ------------------- | ------ | --------------------- | ------- | ------- | ---- |
| 9.   | HC Šumperk           | 40     | 15    | 1                   | 4      | 0                     | 20      | 114:132 | 51   |
| 10.  | HC Zubr Přerov       | 40     | 13    | 0                   | 6      | 1                     | 20      | 108:119 | 46   |
| 11.  | HC Uničov            | 40     | 13    | 0                   | 2      | 0                     | 25      | 116:145 | 41   |
| 12.  | HC Valašské Meziříčí | 40     | 11    | 0                   | 5      | 2                     | 22      | 95:128  | 40   |

## Playoff skupiny východ

### Čtvrtfinále
- HK Jestřábi Prostějov – HK Nový Jičín 3:0 (5:1, 3:0, 7:1)
- HC Blansko – SHK Hodonín 3:0 (4:2, 4:2, 6:0)
- HC Orlová – HK Kroměříž 3:0 (4:3, 3:2, 5:3)
- HC Technika Brno – HC Šternberk 1:3 (4:2, 2:5, 2:3, 2:6)

### Semifinále
- HK Jestřábi Prostějov – HC Šternberk 3:0 (5:3, 10:2, 2:0)
- HC Blansko – HC Orlová 3:2 (1:2 SN, 1:2, 2:0, 3:2, 2:1)

### Finále
- HK Jestřábi Prostějov – HC Blansko 3:1 (3:2 P, 0:2, 6:1, 5:2)

Tým Prostějova postoupil do baráže o 1. ligu.

## Baráž o 2. ligu

### 1. fáze

#### Čechy

##### 1. kolo
- HC Český Krumlov (přeborník Jihočeského krajského přeboru) – HC Bílina (přeborník Ústeckého krajského přeboru) 9:7, 3:4

##### 2. kolo
- HC Vrchlabí (přeborník Královéhradeckého krajského přeboru) – HC Český Krumlov (přeborník Jihočeského krajského přeboru) 6:0, 5:2
- HC Litomyšl (přeborník Pardubického krajského přeboru) – HC Mattoni Karlovy Vary (přeborník Karlovarského krajského přeboru) 11:5, 9:2
- HC Česká Lípa (přeborník Libereckého krajského přeboru) – HK Rokycany (přeborník Plzeňského krajského přeboru) 3:2, 1:3
- HC Spei výfuky Praha (přeborník Pražského přeboru) – HC Řisuty (přeborník Středočeského krajského přeboru) 0:3, 0:3

##### 3. kolo
- HC Řisuty – HK Rokycany 9:0, 4:4
- HC Vrchlabí – HC Litomyšl 4:1, 4:1

#### Morava
| Poř. | Tým                                                           | Zápasů | Výhry | Remízy | Porážky | Skóre | Body |
| ---- | ------------------------------------------------------------- | ------ | ----- | ------ | ------- | ----- | ---- |
| 1.   | HC Nedvědice (přeborník Jihomoravského krajského přeboru)     | 6      | 3     | 2      | 1       | 32:23 | 8    |
| 2.   | HHK Velké Meziříčí (přeborník přeboru Kraje Vysočina)         | 6      | 3     | 2      | 1       | 22:16 | 8    |
| 3.   | HC Uherský Brod (přeborník Zlínského krajského přeboru)       | 6      | 1     | 3      | 2       | 23:24 | 5    |
| 4.   | HC Kopřivnice (přeborník Moravskoslezského krajského přeboru) | 6      | 1     | 1      | 4       | 19:33 | 3    |

- Nedvědice se vzdala postupu do 2. fáze, a tak postoupilo Velké Meziříčí.

### 2. fáze
| Poř. | Tým                  | Zápasů | Výhry | Remízy | Porážky | Skóre | Body |
| ---- | -------------------- | ------ | ----- | ------ | ------- | ----- | ---- |
| 1.   | HC Řisuty            | 9      | 7     | 1      | 1       | 36:23 | 15   |
| 2.   | HC Vrchlabí          | 9      | 6     | 0      | 3       | 32:19 | 12   |
| 3.   | HC Valašské Meziříčí | 9      | 6     | 0      | 3       | 30:18 | 12   |
| 4.   | HC Slaný             | 9      | 4     | 1      | 4       | 24:28 | 9    |
| 5.   | HC Příbram           | 9      | 2     | 0      | 7       | 19:36 | 4    |
| 6.   | HHK Velké Meziříčí   | 9      | 1     | 0      | 8       | 14:31 | 2    |

- Poslední kolo se již nedohrávalo, neboť již bylo jasno o všech postupujících.